# Agris Saviels
Agris Saviels (* 15. Januar 1982 in Riga, Lettische SSR) ist ein ehemaliger lettischer Eishockeyspieler und heutiger -trainer, der für verschiedene Vereine in Europa aktiv war. Zudem spielte er etwa drei Jahre für die Hershey Bears in der American Hockey League.

## Karriere
Agris Saviels begann seine Spielerkarriere beim HK Lido Nafta Riga, für die er in der Saison 1996/97 das erste Mal in der lettischen Eishockey-Liga spielte. 1998 wechselte er nach Nordamerika zu den Notre Dame Hounds, einem Juniorenteam aus Saskatchewan. Ein Jahr später nahmen ihn die Owen Sound Platers aus der Ontario Hockey League, die ihn beim CHL Import Draft 1999 als Top-Draftpick gezogen hatten,  unter Vertrag, bevor er beim NHL Entry Draft 2000 von den Colorado Avalanche in der zweiten Runde an 63. Stelle ausgewählt wurde.
In der Spielzeit 2000/01 gab er zwar sein Debüt bei den Hershey Bears in der American Hockey League, spielte aber noch bis zum Sommer 2002 für Owen Sound. Danach wurde er von den Avalanche bei den Bears eingesetzt, ohne jemals ein NHL-Spiel zu bestreiten. Im Sommer 2005 entschied er sich daher für einen Wechsel nach Europa, wo er für Torpedo Nischni Nowgorod in der zweiten russischen Liga spielte. In der Spielzeit 2006/07 stand er beim MsHK Žilina in der slowakischen Extraliga unter Vertrag.
Im Sommer 2007 wechselte er zunächst zu den Herning Blue Fox in die dänische AL-Bank Ligaen, konnte die Verantwortlichen dort aber nicht überzeugen und unterschrieb beim Ligakonkurrenten Odense Ishockey Klub. Im Sommer 2008 wurde er von Dinamo Riga aus der Kontinentalen Hockey-Liga (KHL) unter Vertrag genommen, konnte sich aber nicht durchsetzen. Daher wechselte er im Januar zu Metallurg Schlobin in die belarussische Extraliga. Anfang September 2010 unterschrieb er einen Vertrag über ein Jahr beim HC Valpellice aus der italienischen Serie A1. Nach einem weiteren Spieljahr in der höchsten italienischen Spielklasse, diesmal in Diensten der WSV Sterzing Broncos, folgte im Sommer 2012 die Vertragsunterschrift beim HK Kompanjon-Naftohas Kiew.
In der Saison 2013/14 spielte er zunächst in der heimischen lettischen Eishockeyliga für den HK Kurbads, ehe er im Januar 2014 zu den Rødovre Mighty Bulls in die dänische Metal Ligaen wechselte.
Ab Sommer 2014 stand Saviels beim HK Mogo in Lettland unter Vertrag, mit dem er zweimal lettischer Meister und dreimal Pokalsieger wurde. 2020 beendete er seine Karriere und wurde Co-Trainer beim HK Mogo. Seit 2022 ist er Nachwuchstrainer bei den Falcons 07.

### International
Agris Saviels spielte bei drei Junioren-Weltmeisterschaften und der U18-C-Europameisterschaft 1998 für die Lettische U18- und U20-Juniorenauswahl. Neben der Berufung in den Kader für die Olympischen Winterspiele 2006 wurde er bei mehreren Weltmeisterschaften der Herren (2004, 2005, 2006, 2007, 2008 und 2013) in der lettischen Nationalmannschaft eingesetzt.

## Erfolge und Auszeichnungen
- 2000 CHL Top Prospects Game
- 2015 Lettischer Meister mit dem HK Mogo
- 2016 Lettischer Pokalsieger mit dem HK Mogo
- 2017 Lettischer Pokalsieger mit dem HK Mogo
- 2018 Lettischer Pokalsieger mit dem HK Mogo
- 2019 Lettischer Meister mit dem HK Mogo

## Karrierestatistik

### International
(Legende zur Spielerstatistik: Sp oder GP = absolvierte Spiele; T oder G = erzielte Tore; V oder A = erzielte Assists; Pkt oder Pts = erzielte Scorerpunkte; SM oder PIM = erhaltene Strafminuten; +/− = Plus/Minus-Bilanz; PP = erzielte Überzahltore; SH = erzielte Unterzahltore; GW = erzielte Siegtore; 1 Play-downs/Relegation; Kursiv: Statistik nicht vollständig)